# Yarlung Tsangpo
De Yarlung Tsangpo is een rivier in Tibet die oostwaarts door de Zuid-Tibetaanse vallei stroomt. Daarna vloeit de rivier door de Indiase staat Arunachal Pradesh, waar zij de naam Dihang heeft. Stroomafwaarts in India wordt de rivier breder en vanaf hier draagt zij de naam Brahmaputra.
De Yarlung Tsangpo is van de grotere rivieren in de wereld de hoogst gelegene. Ze loopt door valleien met een hoogte van 4500 meter naar 3000 meter. In Tibet is de rivier 1200 km lang. De langste zijrivier is de Nyang. In de rivier bevinden zich drie grote watervallen.
In augustus 2025 begon China met de bouw van een waterkrachtcentrale in de rivier, ondanks zorgen van India, Bangladesh en Tibetaanse mensenrechtenorganisaties over de gevolgen voor de bewoners en het milieu. De bouw vergt een investering van meer dan 1 biljoen yuan (circa US$ 137 miljard). Eenmaal gereed is het 's werelds grootste waterkrachtcentrale, met een jaarlijkse productie van 300 miljard kilowattuur, en dat is ongeveer drie keer zoveel als de Drieklovendam in de Yangtze in China. De dam komt te liggen in het arrondissement Medog, in het zuidoosten van Tibet, nabij het meest oostelijke punt waar de rivier stroomt. De centrale zal ergens in de jaren 2030 in productie komen.

Yarlung Tsangpo
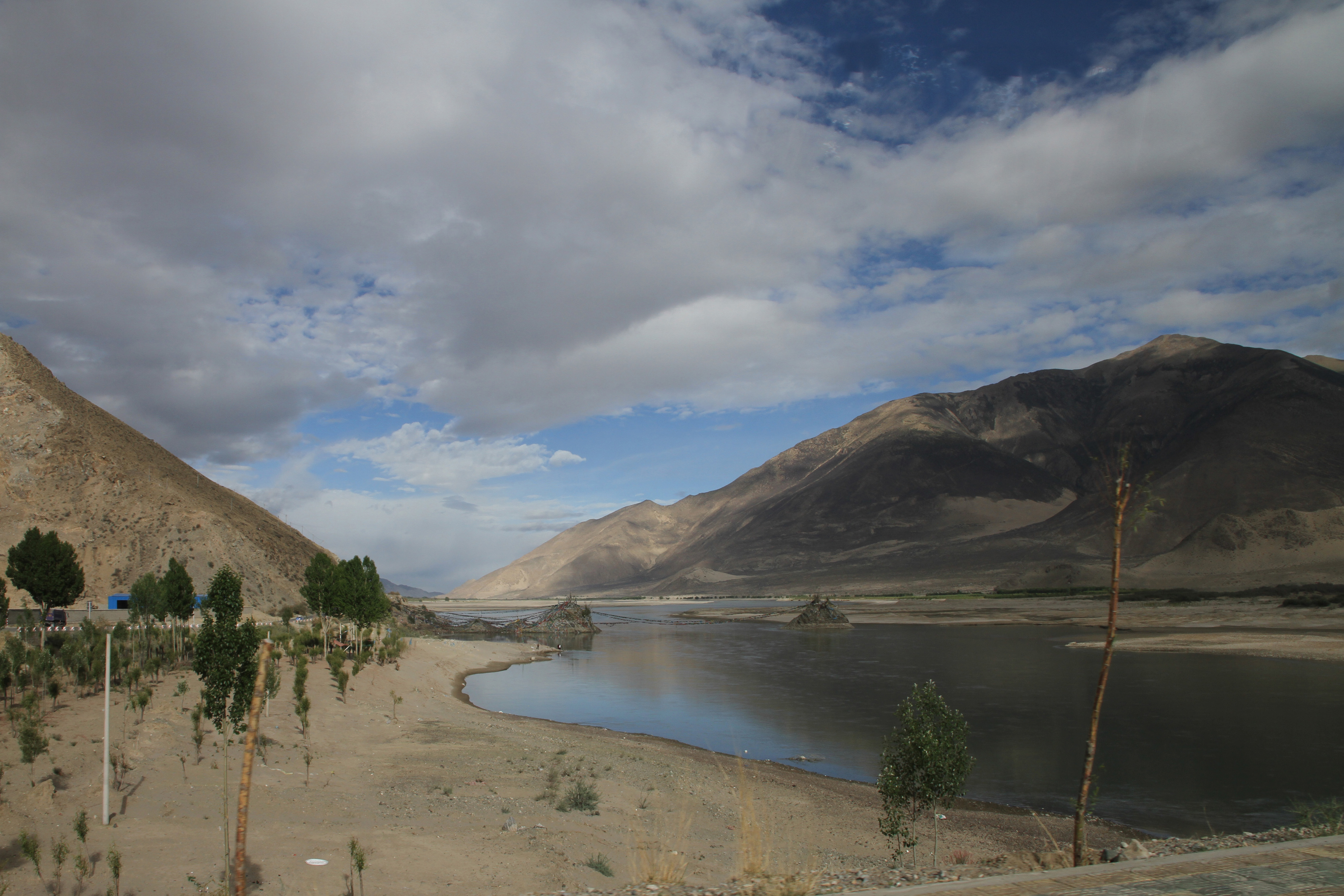
Tussen Qüxü en Tsetang
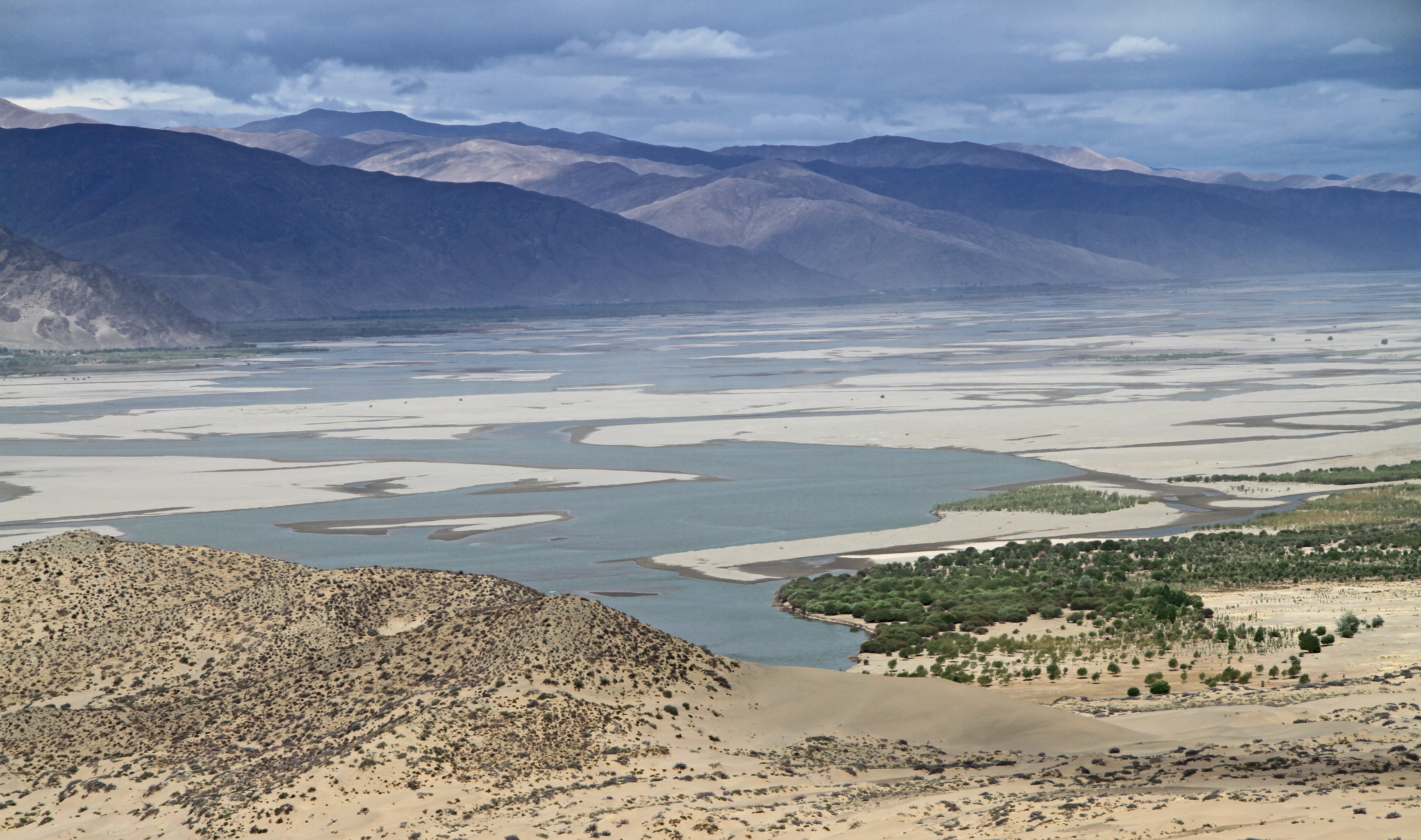
Tussen Qüxü en Tsetang
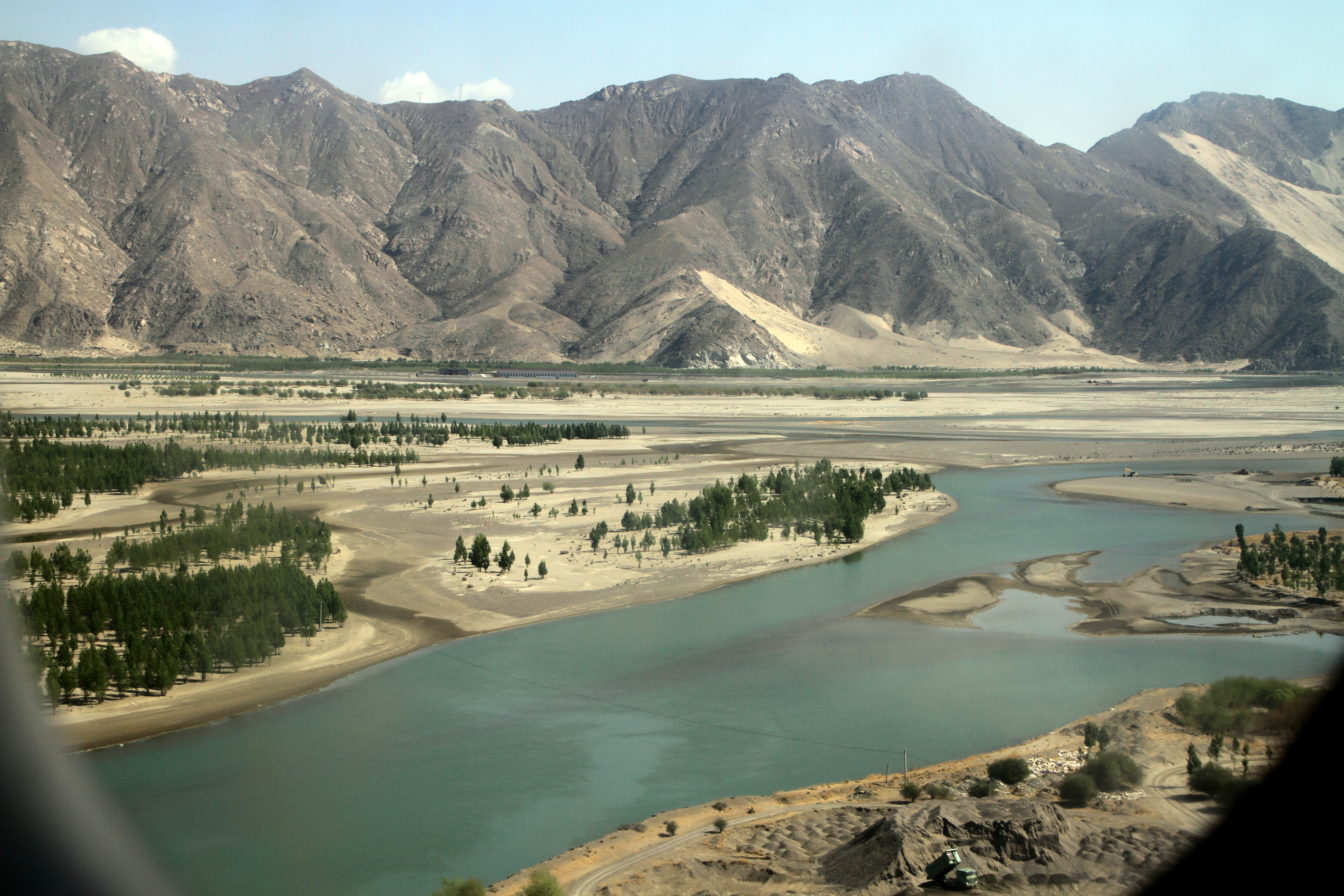
In Shannon
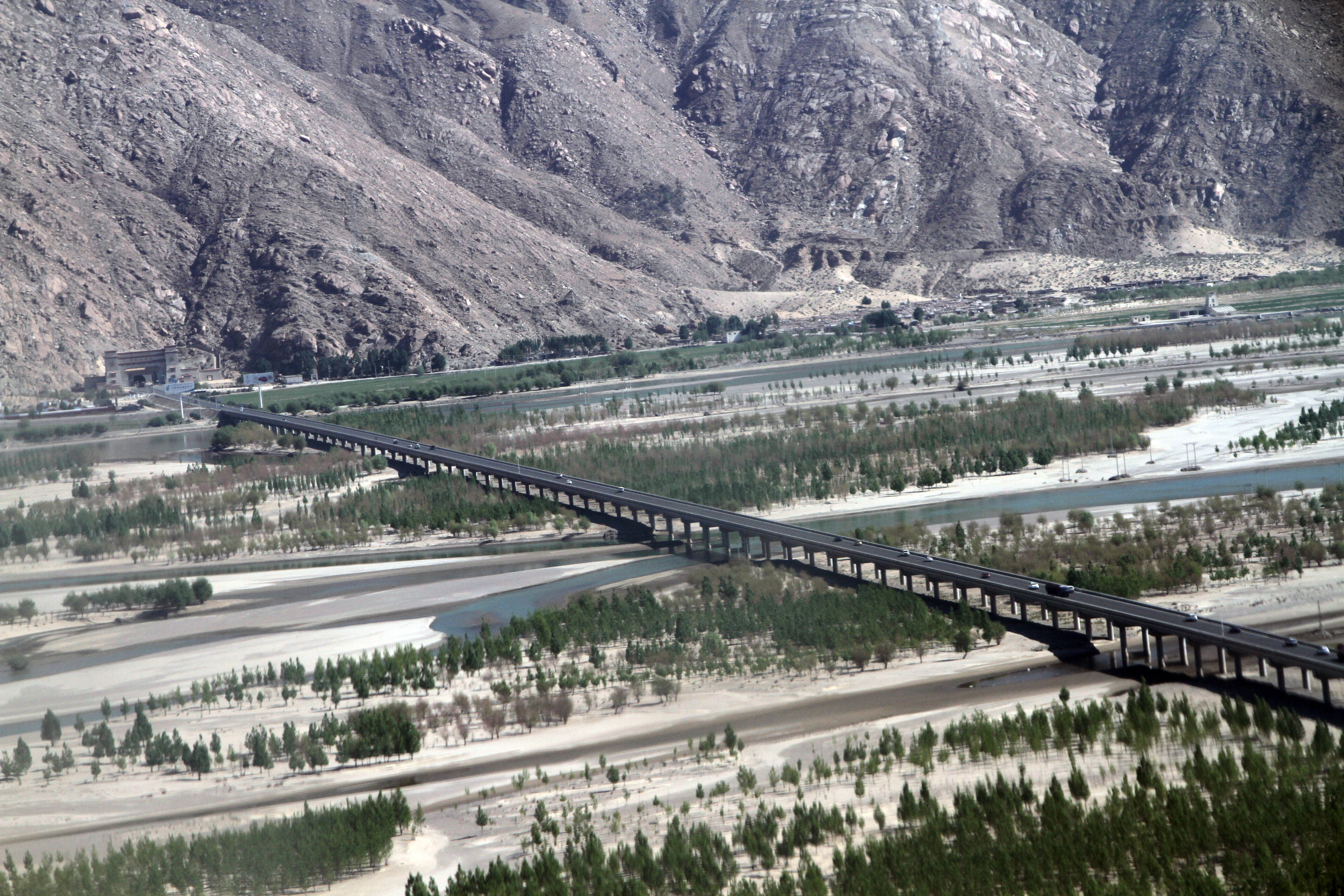
Brug over Yarlung Tsangpo
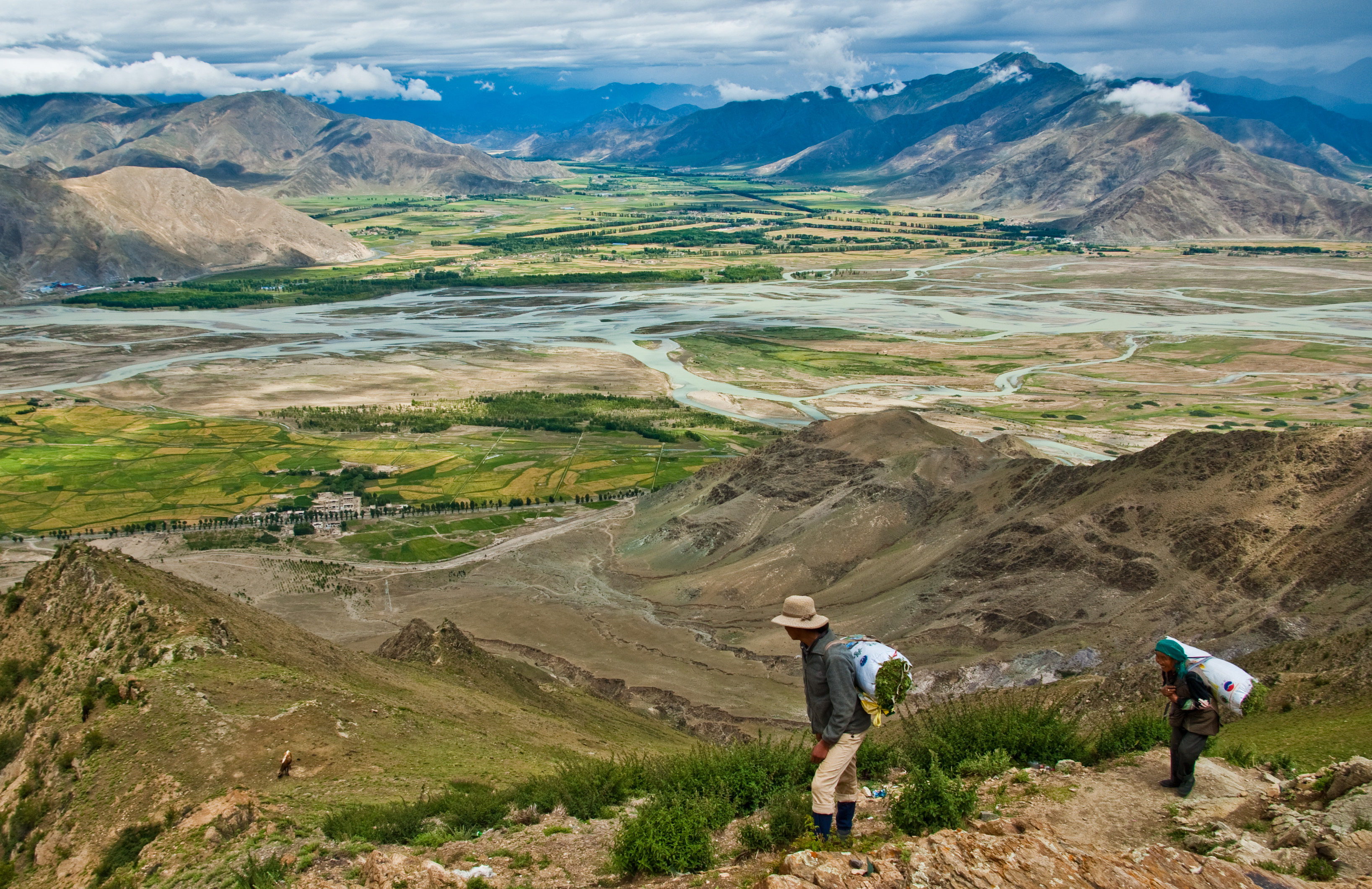
Yarlung Tsangpo bij Ganden